# Mirikizumab
Mirikizumab ist ein Arzneistoff aus der Gruppe der monoklonalen Antikörper. Im Mai 2023 wurde er EU-weit unter dem Namen Handelsname Omvoh (Eli Lilly) zur Behandlung von Colitis ulcerosa, einer chronisch-entzündlichen Darmerkrankung, zugelassen.

## Eigenschaften
Mirikizumab ist ein humanisierter monoklonaler Antikörper vom Typ IgG4λ (Immunglobulin G4λ), der in Ovarialzellen des chinesischen Hamsters (CHO-Zellen) durch rekombinante DNA-Technologie hergestellt wird. Er hat eine molare Masse von 143,7 kDa. Das Protein, das aus je zwei identischen schweren γ-Ketten und leichten κ-Ketten besteht, die über Disulfidbindungen verbunden sind, ist mit fucosylierten komplexen biantennären Glycanen glycosyliert.
Mirikizumab ist ein Interleukin-Inhibitor, der selektiv an die p19-Untereinheit des humanen Interleukin 23 (IL-23) bindet, wodurch dessen Wechselwirkung mit dem IL-23-Rezeptor gehemmt und die Produktion von Effektor-Zytokinen, die entzündliche Erkrankungen auslösen, normalisiert wird. 

## Verwendung
Im Mai 2023 erfolgte auf Empfehlung des Ausschuss für Humanarzneimittel (CHMP) der EMA die EU-weite Zulassung zur Behandlung von erwachsenen Patienten mit mittelschwerer bis schwerer aktiver Colitis ulcerosa, die unzureichend auf eine konventionelle Therapie oder eine biologische Behandlung angesprochen haben, nicht mehr darauf ansprechen oder diese nicht vertragen.
Die Verabreichung erfolgt subkutan als Injektion oder intravenös als Infusion.
In Japan wurde Mirikizumab im März 2023 gegen Colitis ulcerosa zugelassen, in den USA im Oktober 2023.

## Nebenwirkungen und Anwendungsbeschränkungen
Als häufigste Nebenwirkungen traten Infektionen der oberen Atemwege (am häufigsten Nasopharyngitis), Kopfschmerzen, Hautausschlag und Reaktionen an der Injektionsstelle auf. Ferner wurden Anstiege bei den Leberenzymen beobachtet.

## Handelsnamen
Omvoh (J, EU, USA)